# Trichomyia masneri
Trichomyia masneri är en tvåvingeart som beskrevs av Wagner 2000. Trichomyia masneri ingår i släktet Trichomyia och familjen fjärilsmyggor. Inga underarter finns listade i Catalogue of Life.